# Miguel Cané
Miguel Cané (Montevideo, 27 de enero de 1851 - Buenos Aires, 5 de septiembre de 1905) fue un escritor y político argentino, una de las plumas más representativas de la Generación del 80 de la Literatura argentina. Ocupó el cargo de Intendente de la ciudad de Buenos Aires, como también muchos otros cargos públicos: fue embajador, docente universitario y director-encargado de varias oficinas públicas.

## Vida y obra
Fue hijo de Miguel Toribio Cané Andrade y Eufemia Casares Morales, ambos porteños, y nació en Montevideo en 1851, durante la expatriación de su familia. A los dos años de edad llegó a Buenos Aires con su familia, poco después de la caída de Juan Manuel de Rosas.
Entre 1863 y 1868 cursó su bachillerato en el Colegio Nacional de Buenos Aires (ubicado en lo que actualmente es el paseo histórico de la "Manzana de las Luces"), en la época en que era un internado de varones, durante la dirección del canónigo Eusebio Agüero y como alumno del profesor francés Amadeo Jacques. Las experiencias vividas en este colegio fueron narradas en Juvenilia (1884), el más recordado de sus libros.
Se inició en el periodismo tempranamente en el diario La Tribuna, de sus primos los Varela, y luego en El Nacional, redactado por Domingo Faustino Sarmiento y Vélez Sársfield.
En 1870, Miguel Cané viajó a Europa junto a la familia de su primo Rufino Varela. Desde el Viejo Continente, fue corresponsal de la Guerra franco-prusiana. En esos artículos, que fueron publicados fundamentalmente en La Tribuna, es posible apreciar también otra faceta periodística del autor: la de crítico musical.
El 27 de septiembre de 1875 se casó con María Sara Belaústegui Cueto, con quien tuvo dos hijos, Miguel Ramón y Sara Cané Belaústegui.
Se graduó de abogado en la Universidad de Buenos Aires en 1878. Fue diputado provincial y nacional, director de Correos y diplomático ante Colombia y Venezuela. De su paso por la capital colombiana a finales del siglo XIX y al ser partícipe de la intensa actividad cultural e intelectual de la misma en esos años, quedó la famosa frase de que "Bogotá es la Atenas suramericana", con la que aún se conoce a esa urbe cafetera. Como resultado de estas experiencias fuera del país, escribió En viaje (1884).
Fue intendente de la ciudad de Buenos Aires entre 1892 y 1893, ministro de Relaciones Exteriores y del Interior y diplomático argentino en París. En el año 1894 fue presidente del Jockey Club de Buenos Aires. En 1898 ocupó una banca en el Senado, donde impulsó a pedido de la Unión Industrial Argentina la Ley de Residencia (1902). 
Falleció en Buenos Aires en 1905.

## Obras publicadas
Además de una prolífica y agotadora actividad en periódicos de tirada popular en la época, actividad por la que se lo puede clasificar como periodista, ha publicado:
De literatura
- 1877 Ensayos de Mariano El Encargado.
- 1882 Juvenilia. (la edición crítica por Américo Castro, de 1900, para descargar, la edición con un prólogo de Horacio Ramos Mejía, de 1919 editado por La Cultura Argentina, para descargar)
- 1882 A la distancia
- 1884 En viaje (1881-1882) (descargar)
- 1885 Charlas literarias (descargar)
- 1900 Traducción de "Enrique IV"
- 1901 Notas e impresiones (la edición de 1918  de La Cultura Argentina con una introducción de Ernesto Quesada, para descargar)
- 1903 Prosa ligera. (la edición de 1916 de La Cultura Argentina junto con Juvenilia, con un prólogo de Horacio Ramos Mejía, para descargar, la edición de 1919, con una introducción de Martín García Mérou, para ).
- 1905 Notas de viaje sobre Venezuela y Colombia

Ha escrito la introducción de:
- José Sixto Álvarez (Fray Mocho). Cuentos de Fray Mocho, con una introducción de Miguel Cané (editado en 1920 por La Cultura Argentina, descargar)
- José Sixto Álvarez (Fray Mocho). Cuadros de la Ciudad, con prólogo de Miguel Cané e ilustraciones de Giménez, Cro y otros. (editado en 1920 por La Cultura Argentina, descargar)

Textos no literarios:
- 1870-71. En mi primer viaje (1870-1871) [Corresponsalía escrita por Cané en su juventud para el periódico La Tribuna y publicada en libro en 2021].
- 1899. Expulsión de extranjeros (apuntes) (descargar)
- Roque Sáenz Peña. 1905. Derecho público americano: escritos y discursos, con una introducción del Doctor Miguel Cané. (descargar)

Críticas recibidas en la época:
- Ernesto Quesada. 1893. Reseñas y críticas. Contiene una crítica de Juvenilia y de En viaje (descargar)